# Ètica demostrada segons l'ordre geomètric

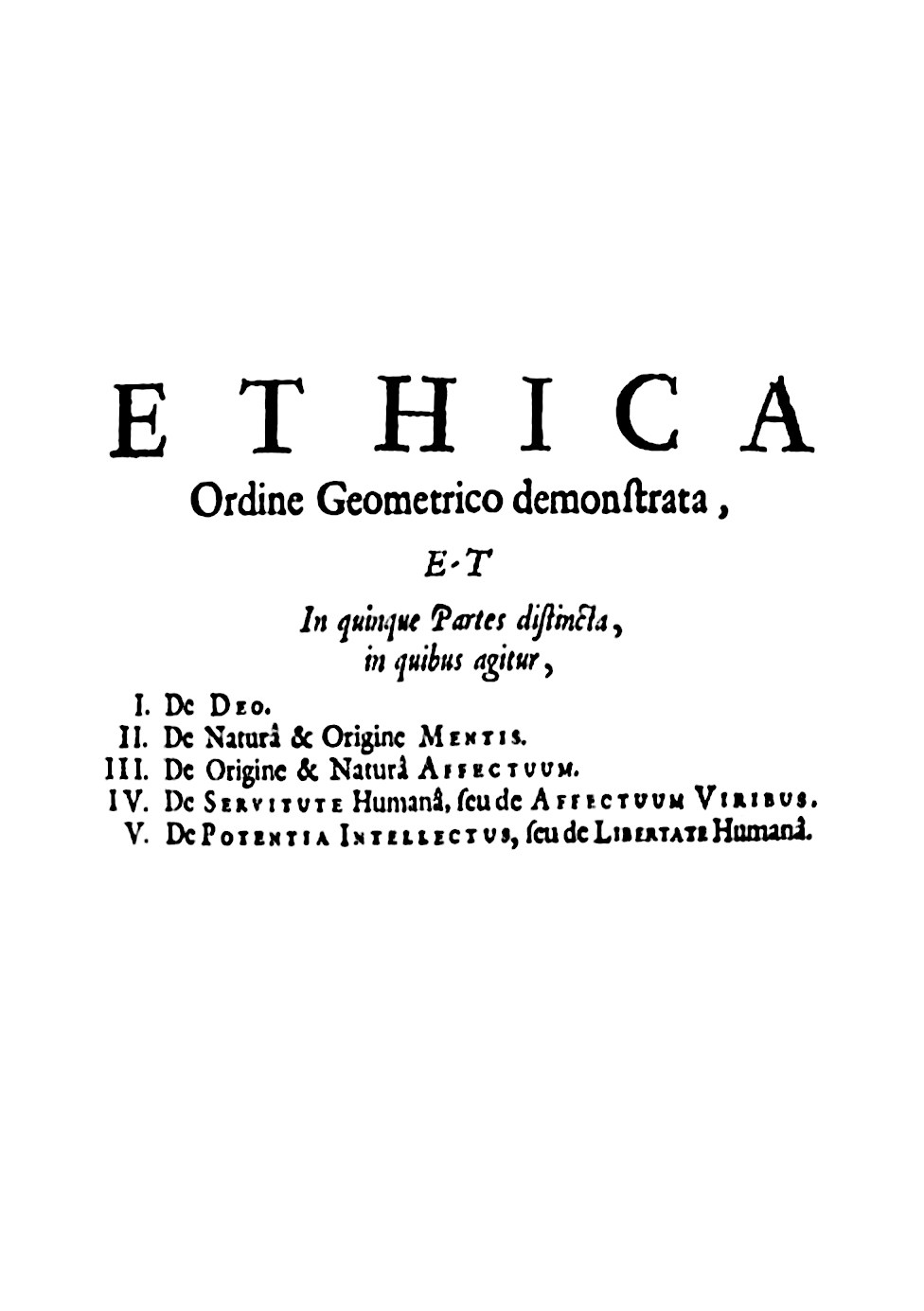
Pàgina inicial

L'Ètica és considerada generalment l'obra més important del filòsof Spinoza, publicada pòstumament el 1677. El seu títol complet és Ètica demostrada segons l'ordre geomètric (sense l'article "la"). Adopta alguns dels aspectes de l'ètica cartesiana; accepta l'existència d'un Déu totpoderós i omnipresent (tota realitat és, o Déu mateix, o algun atribut o mode d'aquest), elimina la idea de casualitat i de lliure voluntat (res no pot no ser necessari; la llibertat és una confusió dels sentits, i no té existència real; tot està absolutament i inevitablement predestinat per avançat per la voluntat del déu espinozista, segons l'Ètica; la necessitat és absoluta), i tota l'obra està escrita seguint el mode geomètric (amb axiomes, postulats, comentaris, etc.). En l'opinió de Spinoza, tot està predestinat i decidit per Déu per avançat, la seva postura és semblant a la dels importants pastors protestants Luter i Calví.
L'Ètica no fou publicada en vida de Spinoza, sinó pocs mesos després de la seva mort; això no obstant, aquest curiosíssim llibre tingué força èxit en la filosofia posterior (Leibniz, Hegel, etc.) i també molts detractors (especialment Hume, i altres autors), sense comptar que, de fet, gent de moltes condicions i classes socials han tingut actituds, a favor i en contra, de l'Ètica espinozista, per exemple els sectors religiosos.
La fascinació per l'Ètica de Spinoza no ha desaparegut encara. És llegida amb un cert interès per força públic, especialment els més amants de la filosofia. Actualment, en un temps en què potser la religió oficial i conservadora ja ha perdut un cert pes, l'Ètica i la seva particular visió dels mites, de la religió i de l'ontologia, manté alguna importància.
En català, ha estat publicada per Marbot, amb traducció de Josep Olesti, el 2013.